# Cornelis Ruhtenberg
Cornelis Ruhtenberg (* 18. November 1923 in Riga; † 15. September 2008 in Issaquah) war eine amerikanische Malerin.

## Leben und Werk
Cornelis Ruhtenberg (auch Ruhtenberg-Kirschenbaum) stammt aus einer deutsch-baltischen Familie. Ihr Vater Alexander Gustav Ruhtenberg (1896–1975) war Architekt. Mit zwei Söhnen war er 1932 nach Amerika ausgewandert und lebte in Colorado Springs. Sie wurden 1938 eingebürgert. Die Mutter war die Bildhauerin Hanne (Hanny) Helmsing-Ruhtenberg (1900–1945), eine Schülerin von Milly Steger. Als sie 1945 vor den Bombenangriffen auf Berlin nach Dresden ausgewichen war, kam sie dort im Bombenhagel ums Leben. Cornelis Ruhtenberg hatte von 1933 bis 1948 ihren Wohnsitz in Berlin. Im Adressbuch 1942 ist sie in der Kreuznacher Straße 23 vermerkt. Dieses Haus wurde 1945 zerbombt. Um die Oberschule besuchen zu können, wurde sie 1936 Mitglied der Hitler-Jugend. Mit Beginn des Studiums trat sie 1942 dem Nationalsozialistischen Deutschen Studentenbund bei, wurde aber nicht Mitglied der NSDAP. Sie studierte von 1942 bis 1943 in Berlin bei Peter Fischer und Fritz Burmann und von 1945 bis 1947 an der Hochschule für bildende Künste bei Max Kaus.
Am 24. April 1948 wandert sie nach Mexiko aus. Am 1. Mai 1948 kam sie von dort in die USA und ging nach Colorado Springs, wo sie einen Lehrauftrag am Colorado Springs Fine Arts Center erhielt. Sie wurde später eingebürgert. 1948 war sie im Art Center Colorado Springs erstmals in den USA an einer Ausstellung beteiligt. Danach hatte sie eine bedeutende Anzahl von Einzelausstellungen und Ausstellungsbeteiligungen u. a. zwischen 1955 und 1962 drei Mal im New Yorker Museum of Modern Art.
Bilder von Cornelis Ruhtenberg befinden sich in den USA u. a. im Everhart Museum, im Denver Art Museum, in der Guild Hall of East Hampton, im Colorado Springs Fine Arts Center und im Des Moines Art Center.
Cornelis Ruhtenberg war seit 1956 mit dem amerikanischen Maler Jules Kirschenbaum (1930–2000) verheiratet.

## Bildliche Darstellung Cornelis Ruhtenbergs
- Unbekannter Autor: Cornelis Ruhtenberg im Atelier (Fotografie)[5]

## Rezeption
„Ruhtenberg ist in erster Linie Figurenmalerin, erforscht aber weder psychologische Einsichten noch das Aussehen ihrer Sujets. Stattdessen sucht sie nach reiner, essentieller Bedeutung und stellt ihre Modelle dar, die in ihren eigenen kontemplativen Welten gefangen sind. Sie malt in gedämpften Acrylglasuren – goldbraun, kaffeefarben und beige – und nutzt ihre Motive als Vehikel für chromatische Harmonien. Obwohl detaillierte Lebensstudien häufig Gegenstand ihrer Zeichnungen sind und originalgetreu verputzte Möbel und Objekte ihre Leinwände bevölkern, sind die Figuren in Ruhtenbergs Gemälden mit einem lockeren, malerischen Strich ausgeführt.“

## Werke (Auswahl)

### Zeichnungen (Auswahl)
- Selbstbildnis (1948 ausgestellt in der Galerie Henning)[7]
- Frauenkopf (1948 ausgestellt in der Galerie Henning)[8]
- Junge (1948 ausgestellt in der Galerie Henning)[9]

### Tafelbilder (Auswahl)
- Mexican Boy (Öl, 1949)
- Treppe (Öl, 1953)[10]
- Junge mit Gyroskop (Acryl, 1970/1972)[11]
- Nachtwache (Acryl, ca. 1975–1980; im Bestand des Smithsonian American Art Museum)[12]

### Buchillustrationen (Auswahl)
- Claudia Lewis: Straps the cat. A Story. William R. Scott, New York, 1957

## Ausstellungen in Deutschland
- 1946 Berlin, Galerie Buchholtz (Kollektivausstellung)
- 1947 Berlin, Kleine Galerie Walter Galerie Schüler (mit Marianne Gürich)
- 1947 Berlin, (Ausstellung „Junge Generation“)
- 1948 Halle/Saale, Galerie Henning („1 Jahr Galerie Henning. Malerei und Graphik“)
- 1948 Halle/Saale, Galerie Henning („Cornelis Ruhtenberg, Mexiko. Zeichnungen“)